# Pterodontia waxelii
Pterodontia waxelii är en tvåvingeart som först beskrevs av Johann Christoph Friedrich Klug 1807.  Pterodontia waxelii ingår i släktet Pterodontia och familjen kulflugor. Inga underarter finns listade i Catalogue of Life.